# Lista över avsnitt av Sopranos
Detta är en lista över avsnitt av den amerikanska TV-serien Sopranos. Serien omfattar totalt 86 stycken avsnitt, och sändes ursprungligen i HBO mellan 10 januari 1999 och 10 juni 2007.

## Översikt
| Säsong | Säsong | År   | Avsnitt | Avsnitt | Originalvisning       | Originalvisning      |
| Säsong | Säsong | År   | Avsnitt | Avsnitt | Första sändningsdatum | Sista sändningsdatum |
| ------ | ------ | ---- | ------- | ------- | --------------------- | -------------------- |
|        | 1      | 1999 | 13      | 13      | 10 januari            | 4 april              |
|        | 2      | 2000 | 13      | 13      | 16 januari            | 9 april              |
|        | 3      | 2001 | 13      | 13      | 4 mars                | 20 maj               |
|        | 4      | 2001 | 13      | 13      | 15 september          | 8 december           |
|        | 5      | 2004 | 13      | 13      | 7 mars                | 6 juni               |
|        | 6      | 2006 | 21      | 12      | 12 mars               | 4 juni               |
|        | 6      | 2007 | 21      | 9       | 8 april               | 10 juni              |

## Avsnitt

### Säsong 1
Säsong 1 visades på amerikansk TV 10 januari-4 april 1999 och omfattar 13 avsnitt.
| Nr i serien | Nr i säsongen | Titel                                | Regissör               | Manus                                           | Originalvisning  |
| ----------- | ------------- | ------------------------------------ | ---------------------- | ----------------------------------------------- | ---------------- |
| 1           | 1             | "The Sopranos"                       | David Chase            | David Chase                                     | 10 januari 1999  |
| 2           | 2             | "46 Long"                            | Dan Attias             | David Chase                                     | 17 januari 1999  |
| 3           | 3             | "Denial, Anger, Acceptance"          | Nick Gomez             | Mark Saraceni                                   | 24 januari 1999  |
| 4           | 4             | "Meadowlands"                        | John Patterson         | Jason Cahill                                    | 31 januari 1999  |
| 5           | 5             | "College"                            | Allen Coulter          | James Manos, Jr. and David Chase                | 7 februari 1999  |
| 6           | 6             | "Pax Soprana"                        | Alan Taylor            | Frank Renzulli                                  | 14 februari 1999 |
| 7           | 7             | "Down Neck"                          | Lorraine Senna Ferrara | Robin Green & Mitchell Burgess                  | 21 februari 1999 |
| 8           | 8             | "The Legend of Tennessee Moltisanti" | Tim Van Patten         | Frank Renzulli and David Chase                  | 28 februari 1999 |
| 9           | 9             | "Boca"                               | Andy Wolk              | Jason Cahill and Robin Green & Mitchell Burgess | 7 mars 1999      |
| 10          | 10            | "A Hit Is a Hit"                     | Matthew Penn           | Joe Bosso and Frank Renzulli                    | 14 mars 1999     |
| 11          | 11            | "Nobody Knows Anything"              | Henry J. Bronchtein    | Frank Renzulli                                  | 21 mars 1999     |
| 12          | 12            | "Isabella"                           | Allen Coulter          | Robin Green & Mitchell Burgess                  | 28 mars 1999     |
| 13          | 13            | "I Dream of Jeannie Cusamano"        | John Patterson         | David Chase                                     | 4 april 1999     |

### Säsong 2
Säsong 2 visades på amerikansk TV 16 januari-9 april 2000 och omfattar 13 avsnitt.
| Nr i serien | Nr i säsongen | Titel                                       | Regissör            | Manus                                             | Originalvisning  |
| ----------- | ------------- | ------------------------------------------- | ------------------- | ------------------------------------------------- | ---------------- |
| 14          | 1             | "Guy Walks into a Psychiatrist's Office..." | Allen Coulter       | Jason Cahill                                      | 16 januari 2000  |
| 15          | 2             | "Do Not Resuscitate"                        | Martin Bruestle     | Robin Green och Mitchell Burgess & Frank Renzulli | 23 januari 2000  |
| 16          | 3             | "Toodle Fucking-Oo"                         | Lee Tamahori        | Frank Renzulli                                    | 30 januari 2000  |
| 17          | 4             | "Commendatori"                              | Tim Van Patten      | David Chase                                       | 6 februari 2000  |
| 18          | 5             | "Big Girls Don't Cry"                       | Tim Van Patten      | Terence Winter                                    | 13 februari 2000 |
| 19          | 6             | "The Happy Wanderer"                        | John Patterson      | Frank Renzulli                                    | 20 februari 2000 |
| 20          | 7             | "D-Girl"                                    | Allen Coulter       | Todd A. Kessler                                   | 27 februari 2000 |
| 21          | 8             | "Full Leather Jacket"                       | Allen Coulter       | Robin Green & Mitchell Burgess                    | 5 mars 2000      |
| 22          | 9             | "From Where to Eternity"                    | Henry J. Bronchtein | Michael Imperioli                                 | 12 mars 2000     |
| 23          | 10            | "Bust Out"                                  | John Patterson      | Frank Renzulli and Robin Green & Mitchell Burgess | 19 mars 2000     |
| 24          | 11            | "House Arrest"                              | Tim Van Patten      | Terence Winter                                    | 26 mars 2000     |
| 25          | 12            | "The Knight in White Satin Armor"           | Allen Coulter       | Robin Green & Mitchell Burgess                    | 2 april 2000     |
| 26          | 13            | "Funhouse"                                  | John Patterson      | David Chase and Todd A. Kessler                   | 9 april 2000     |

### Säsong 3
Säsong 3 visades på amerikansk TV 4 mars-20 maj 2001 och omfattar 13 avsnitt.
| Nr i serien | Nr i säsongen | Titel                                  | Regissör            | Manus | Originalvisning |
| ----------- | ------------- | -------------------------------------- | ------------------- | --- | --------------- |
| 27          | 1             | "Mr. Ruggerio's Neighborhood"          | Allen Coulter       | David Chase | 4 mars 2001     |
| 28          | 2             | "Proshai, Livushka"                    | Tim Van Patten      | David Chase | 4 mars 2001     |
| 29          | 3             | "Fortunate Son"                        | Henry J. Bronchtein | Todd A. Kessler | 11 mars 2001    |
| 30          | 4             | "Employee of the Month"                | John Patterson      | Robin Green & Mitchell Burgess | 18 mars 2001    |
| 31          | 5             | "Another Toothpick"                    | Jack Bender         | Terence Winter | 25 mars 2001    |
| 32          | 6             | "University"                           | Allen Coulter       | Teleplay by: Terence Winter and Salvatore J. Stabile Story by: David Chase & Terence Winter & Todd A. Kessler and Robin Green & Mitchell Burgess | 1 april 2001    |
| 33          | 7             | "Second Opinion"                       | Tim Van Patten      | Lawrence Konner | 8 april 2001    |
| 34          | 8             | "He Is Risen"                          | Allen Coulter       | Robin Green & Mitchell Burgess and Todd A. Kessler                                                                                               | 15 april 2001   |
| 35          | 9             | "The Telltale Moozadell"               | Dan Attias          | Michael Imperioli | 22 april 2001   |
| 36          | 10            | "...To Save Us All from Satan's Power" | Jack Bender         | Robin Green & Mitchell Burgess | 29 april 2001   |
| 37          | 11            | "Pine Barrens"                         | Steve Buscemi       | Teleplay by: Terence Winter Story by: Tim Van Patten & Terence Winter                                                                            | 6 maj 2001      |
| 38          | 12            | "Amour Fou"                            | Tim Van Patten      | Teleplay by: Frank Renzulli Story by: David Chase                                                                                                | 13 maj 2001     |
| 39          | 13            | "Army of One"                          | John Patterson      | David Chase & Lawrence Konner | 20 maj 2001     |

### Säsong 4
Säsong 4 visades på amerikansk TV 15 september-8 december 2002 och omfattar 13 avsnitt.
| Nr i serien | Nr i säsongen | Titel                              | Regissör            | Manus | Originalvisning   |
| ----------- | ------------- | ---------------------------------- | ------------------- | --- | ----------------- |
| 40          | 1             | "For All Debts Public and Private" | Allen Coulter       | David Chase | 15 september 2002 |
| 41          | 2             | "No Show"                          | John Patterson      | Terence Winter and David Chase | 22 september 2002 |
| 42          | 3             | "Christopher"                      | Tim Van Patten      | Teleplay by: Michael Imperioli Story by: Michael Imperioli and Maria Laurino                                                                         | 29 september 2002 |
| 43          | 4             | "The Weight"                       | Jack Bender         | Terence Winter | 6 oktober 2002    |
| 44          | 5             | "Pie-O-My"                         | Henry J. Bronchtein | Robin Green & Mitchell Burgess | 13 oktober 2002   |
| 45          | 6             | "Everybody Hurts"                  | Steve Buscemi       | Michael Imperioli | 20 oktober 2002   |
| 46          | 7             | "Watching Too Much Television"     | John Patterson      | Teleplay by: Terence Winter and Nick Santora Story by: David Chase & Robin Green & Mitchell Burgess & Terence Winter                                 | 27 oktober 2002   |
| 47          | 8             | "Mergers and Acquisitions"         | Dan Attias          | Teleplay by: Lawrence Konner Story by: David Chase & Robin Green & Mitchell Burgess & Terence Winter                                                 | 3 november 2002   |
| 48          | 9             | "Whoever Did This"                 | Tim Van Patten      | Robin Green & Mitchell Burgess | 10 november 2002  |
| 49          | 10            | "The Strong, Silent Type"          | Alan Taylor         | Teleplay by: Terence Winter and Robin Green & Mitchell Burgess Story by: David Chase                                                                 | 17 november 2002  |
| 50          | 11            | "Calling All Cars"                 | Tim Van Patten      | Teleplay by: David Chase & Robin Green & Mitchell Burgess and David Flebotte Story by: David Chase & Robin Green & Mitchell Burgess & Terence Winter | 24 november 2002  |
| 51          | 12            | "Eloise"                           | James Hayman        | Terence Winter | 1 december 2002   |
| 52          | 13            | "Whitecaps"                        | John Patterson      | Robin Green & Mitchell Burgess and David Chase | 8 december 2002   |

### Säsong 5
Säsong 5 visades på amerikansk TV 7 mars-6 juni 2004 och omfattar 13 avsnitt.
| Nr i serien | Nr i säsongen | Titel                          | Regissör          | Manus                                          | Originalvisning |
| ----------- | ------------- | ------------------------------ | ----------------- | ---------------------------------------------- | --------------- |
| 53          | 1             | "Two Tonys"                    | Tim Van Patten    | Terence Winter and David Chase                 | 7 mars 2004     |
| 54          | 2             | "Rat Pack"                     | Alan Taylor       | Matthew Weiner                                 | 14 mars 2004    |
| 55          | 3             | "Where's Johnny?"              | John Patterson    | Michael Caleo                                  | 21 mars 2004    |
| 56          | 4             | "All Happy Families..."        | Rodrigo García    | Toni Kalem                                     | 28 mars 2004    |
| 57          | 5             | "Irregular Around the Margins" | Allen Coulter     | Robin Green & Mitchell Burgess                 | 4 april 2004    |
| 58          | 6             | "Sentimental Education"        | Peter Bogdanovich | Matthew Weiner                                 | 11 april 2004   |
| 59          | 7             | "In Camelot"                   | Steve Buscemi     | Terence Winter                                 | 18 april 2004   |
| 60          | 8             | "Marco Polo"                   | John Patterson    | Michael Imperioli                              | 25 april 2004   |
| 61          | 9             | "Unidentified Black Males"     | Tim Van Patten    | Matthew Weiner and Terence Winter              | 2 maj 2004      |
| 62          | 10            | "Cold Cuts"                    | Mike Figgis       | Robin Green & Mitchell Burgess                 | 9 maj 2004      |
| 63          | 11            | "The Test Dream"               | Allen Coulter     | David Chase and Matthew Weiner                 | 16 maj 2004     |
| 64          | 12            | "Long Term Parking"            | Tim Van Patten    | Terence Winter                                 | 23 maj 2004     |
| 65          | 13            | "All Due Respect"              | John Patterson    | David Chase and Robin Green & Mitchell Burgess | 6 juni 2004     |

### Säsong 6
Säsong 6 visades på amerikansk TV 12 mars 2006-10 juni 2007 och omfattar 21 avsnitt.
| Del 1 |    |                                        |                |                                                                  |               |
| 66    | 1  | "Members Only"                         | Tim Van Patten | Terence Winter                                                   | 12 mars 2006  |
| 67    | 2  | "Join the Club"                        | David Nutter   | David Chase                                                      | 19 mars 2006  |
| 68    | 3  | "Mayham"                               | Jack Bender    | Matthew Weiner                                                   | 26 mars 2006  |
| 69    | 4  | "The Fleshy Part of the Thigh"         | Alan Taylor    | Diane Frolov & Andrew Schneider                                  | 2 april 2006  |
| 70    | 5  | "Mr. & Mrs. John Sacrimoni Request..." | Steve Buscemi  | Terence Winter                                                   | 9 april 2006  |
| 71    | 6  | "Live Free or Die"                     | Tim Van Patten | David Chase & Terence Winter and Robin Green & Mitchell Burgess  | 16 april 2006 |
| 72    | 7  | "Luxury Lounge"                        | Danny Leiner   | Matthew Weiner                                                   | 23 april 2006 |
| 73    | 8  | "Johnny Cakes"                         | Tim Van Patten | Diane Frolov & Andrew Schneider                                  | 30 april 2006 |
| 74    | 9  | "The Ride"                             | Alan Taylor    | Terence Winter                                                   | 7 maj 2006    |
| 75    | 10 | "Moe n' Joe"                           | Steve Shill    | Matthew Weiner                                                   | 14 maj 2006   |
| 76    | 11 | "Cold Stones"                          | Tim Van Patten | Diane Frolov & Andrew Schneider and David Chase                  | 21 maj 2006   |
| 77    | 12 | "Kaisha"                               | Alan Taylor    | Terence Winter and David Chase & Matthew Weiner                  | 4 juni 2006   |
| Del 2 |    |                                        |                |                                                                  |               |
| 78    | 13 | "Soprano Home Movies"                  | Tim Van Patten | Diane Frolov & Andrew Schneider and David Chase & Matthew Weiner | 8 april 2007  |
| 79    | 14 | "Stage 5"                              | Alan Taylor    | Terence Winter                                                   | 15 april 2007 |
| 80    | 15 | "Remember When"                        | Phil Abraham   | Terence Winter                                                   | 22 april 2007 |
| 81    | 16 | "Chasing It"                           | Tim Van Patten | Matthew Weiner                                                   | 29 april 2007 |
| 82    | 17 | "Walk Like a Man"                      | Terence Winter | Terence Winter                                                   | 6 maj 2007    |
| 83    | 18 | "Kennedy and Heidi"                    | Alan Taylor    | Matthew Weiner and David Chase                                   | 13 maj 2007   |
| 84    | 19 | "The Second Coming"                    | Tim Van Patten | Terence Winter                                                   | 20 maj 2007   |
| 85    | 20 | "The Blue Comet"                       | Alan Taylor    | David Chase and Matthew Weiner                                   | 3 juni 2007   |
| 86    | 21 | "Made in America"                      | David Chase    | David Chase                                                      | 10 juni 2007  |

### Fotnoter
1. ↑  ”Sopranos” (på engelska). TV.Com. http://www.tv.com/shows/the-sopranos/. Läst 25 januari 2017.